# Kesabpur
Kesabpur là một thị trấn thống kê (census town) của quận Haora thuộc bang Tây Bengal, Ấn Độ.

## Địa lý
Kesabpur có vị trí 22°58′B 88°16′Đ / 22,97°B 88,26°Đ Nó có độ cao trung bình là 13 mét (42 feet).

## Nhân khẩu
Theo điều tra dân số năm 2001 của Ấn Độ, Kesabpur có dân số 10.356 người. Phái nam chiếm 51% tổng số dân và phái nữ chiếm 49%. Kesabpur có tỷ lệ 66% biết đọc biết viết, cao hơn tỷ lệ trung bình toàn quốc là 59,5%: tỷ lệ cho phái nam là 71%, và tỷ lệ cho phái nữ là 61%. Tại Kesabpur, 13% dân số nhỏ hơn 6 tuổi.